# Boscamnant
Boscamnant település Franciaországban, Charente-Maritime megyében. Lakosainak száma 336 fő (2022. január 1.). Boscamnant Le Fouilloux, La Genétouze és Saint-Aigulin községekkel határos.

## Népesség
A település népességének változása:
| Lakosok száma | 331  | 373  | 321  | 336  | 404  | 382  | 387  | 361  | 348  | 336  |
|               | 1968 | 1982 | 1990 | 2006 | 2013 | 2015 | 2017 | 2019 | 2020 | 2022 |